# Levent Erdoğan
Levent Erdoğan (26 novembre 1958) è un ex sollevatore turco che ha gareggiato nella categoria dei pesi mosca.

## Carriera
Vinse due medaglie d'oro ai Giochi del Mediterraneo nel 1983 a Casablanca e nel 1987 a Laodicea.
Ha partecipato a due edizioni dei Giochi olimpici: a Los Angeles nel 1984, valevoli anche come campionati mondiali, classificandosi all'8º posto, e a Seul nel 1988, classificandosi al 16º posto.